# Wapen van Sint-Martens-Latem

Het wapen van Sint-Martens-Latem

Het wapen van Sint-Martens-Latem werd aan de toenmalige Oost-Vlaamse gemeente Sint-Martens-Latem toegekend bij MB van 8 juli 1986. Het wapen wordt als volgt geblazoeneerd:

Gevierendeeld 1. in lazuur een leeuw gedwarsbalkt van zeven stukken van zilver en van keel, geklauwd, getongd en gekroond van goud 2. in sinopel een kruis van goud 3. in zilver een kruis van keel 4. in keel drie sleutels van goud.

## Symboliek van het wapen
Het wapen van de fusiegemeente combineert elementen uit de geschiedenis van de beide deelgemeenten, Sint-Martens-Latem en Deurle. Het eerste kwartier verwijst naar de Gentse Sint-Baafsabdij, die sinds de 12e eeuw veel grond bezat in Latem. Het kruis in het tweede kwartier is het wapen van J.F.A. de Causmaecker, raadsheer en later procureurgeneraal bij de Raad van Vlaanderen, die in 1775 de heerlijkheid 's Graven Hazele (op het grondgebied van de huidige deelgemeente Deurle) van keizerin Maria-Theresia kocht. In het derde kwartier verwijst het rode kruis naar de heren van Nevele. De heerlijkheid Nevele omvatte meer dan tien parochies van de latere (deel)gemeenten Latem en Deurle. Ten slotte staan in het vierde kwartier de sleutels van de Gentse Sint-Pietersabdij, die verschillende lenen op het grondgebied van het latere Latem in eigendom had.

## Wapen vóór de fusie
Van 1966 (KB van 28 juni 1966) tot de gemeentefusie in 1976 voerde de gemeente Sint-Martens-Latem een vergelijkbaar wapen. Het eerste, tweede en derde kwartier van het oude wapen komen overeen met het eerste, derde en vierde van het fusiewapen. De leeuw in het vierde kwartier verwees naar de graven van Vlaanderen, die de heerlijkheid 's Graven Hazele bezaten tot gravin Maria-Theresia ze in 1775 aan J.F.A. de Causmaecker verkocht.

Het wapen tussen 1966 en 1976

## Verwante symbolen en wapens

De gekroonde leeuw van de Gentse Sint-Baafsabdij
Het huidige gemeentewapen van Nevele. Het kruis symboliseerde de heren van Nevele, met de leeuwen als latere toevoeging; de kleuren dateren uit 1906.
De drie sleutels van de Gentse Sint-Pietersabdij
De leeuw van Vlaanderen